# Pegomya tuberculata
Pegomya tuberculata este o specie de muște din genul Pegomya, familia Anthomyiidae. A fost descrisă pentru prima dată de Ringdahl în anul 1951.
Este endemică în Sweden. Conform Catalogue of Life specia Pegomya tuberculata nu are subspecii cunoscute.